# How Low
How Low는 미국의 랩퍼 루다크리스의 노래이다. 앨범 Battle of the Sexes에 수록되어 있으며, 빌보드 핫 100차트에서 6위까지 랭크된 적이 있다. 2011년 그래미상 힙합 퍼포먼스에 노미네이트되었으나, 에미넴의 Not Afraid가 되면서 상을 받지는 못한다. 옐라울프, 릭 로스, 트위스타, 시에라, 핏불, 패볼러스, Rock City, 크리스 브라운 등의 리믹스 버전도 있다.